# Lepidocolaptes fuscicapillus
A Lepidocolaptes fuscicapillus a madarak (Aves) osztályának verébalakúak (Passeriformes) rendjébe, valamint a fazekasmadár-félék (Furnariidae) családjába tartozó faj.

## Rendszerezése
A fajt August von Pelzeln osztrák ornitológus írta le 1868-ban, a Picolaptes nembe Picolaptes fuscicapillus néven. Egyes szervezetek szerint  a Lepidocolaptes albolineatus alfaja Lepidocolaptes albolineatus fuscicapillus néven is.

## Előfordulása
Brazília és Bolívia területén honos. Természetes élőhelyei a szubtrópusi vagy trópusi síkvidéki és hegyi esőerdők és mocsári erdők, valamint ültetvények és másodlagos erdők. Állandó, nem vonuló faj.

## Természetvédelmi helyzete
Az elterjedési területe rendkívül nagy, egyedszáma ugyan csökken, de még nem éri el a kritikus szintet. A Természetvédelmi Világszövetség Vörös listáján nem fenyegetett fajként szerepel.